# Rocío Santa Cruz
Rocío San Claudio Santa Cruz (La Coruña, 1967) conocida como Rocío Santa Cruz, es una gestora cultural española, directora-fundadora de la galería homónima en Barcelona desde noviembre de 2015, y directora-fundadora de la feria ArtsLibris, Feria Internacional de la Edición contemporánea de Barcelona, que se celebra en el Arts Santa Mónica, todos los meses de abril, desde 2009. Comprometida con el arte contemporáneo, pertenece a asociaciones nacionales que reivindican los derechos de los artistas y la transparencia en la gestión de las instituciones y de los museos, como el Instituto de Arte Contemporáneo y la asociación feminista Mujeres en las Artes Visuales.

## Biografía
Estudió en la École Estienne de París. Su interés por la encuadernación la lleva primero a Madrid y posteriormente a París. En 1998, creó su primera galería con el nombre Raiña Lupa gracias al poeta José Ángel Valente, que la ayudó. Lo primero que hizo fue un libro de artista con Albert Guinovart para conmemorar el centenario de García Lorca, rescatando sus poemas gallegos. En esta misma ciudad francesa fundó la galería que lleva su nombre y creó así mismo el sello editorial Raíña Lupa en la capital francesa. Su aportación a la fusión entre literatura y arte la desarrolló a través de diversos proyectos, como la edición de libros ilustrados y la difusión de obra gráfica original.
En el año 2002, se trasladó a Barcelona donde continuó con sus proyectos, como la editorial Raíña Lupa, la cual transformó creando una nueva línea editorial que se articula en base a la fotografía y las técnicas digitales. En noviembre de 2012, fusiona su galería Raíña Lupa con masART (Barcelona), dando como fruto el nuevo proyecto galerístico +R. Dicho proyecto está articulado alrededor de tres espacios y una treintena de artistas contemporáneos. Su apuesta por potenciar la ciudad de Barcelona la manifiesta mediante la creación de +R junto con su socia Ana Mas directora de Mas Art. En este proyecto incorporan a los artistas de las dos galerías.
Paralelamente, ha ejercido su labor como comisaria de exposiciones creando proyectos artísticos que han complementado su labor como galerista y editora.-
Como galerista comprometida con la promoción internacional de los artistas con los que trabaja, entre los que se encuentran casi igual número de hombres y mujeres como Marina Núñez, Fina Miralles Nobell, Montserrat Soto, Ferran García Sevilla, Pep Duran Esteva entre otros artistas. Con su plantilla de artistas participa en las principales ferias de arte contemporáneo como Photo London Fair, Untitled en Miami, Paris Photo, y en España en las principales ferias como Arco y la feria especializada en vídeo de Barcelona denominada Loop Art Fair, así como en la feria malagueña Art Marbella.
En 2020 recibió uno de los premios GAC a la mejor programación y el de mejor exposición por Idilio, de Gonzalo de Elvira, otorgados por las Galerías de Arte de Catalunya y la Asociación Art Barcelona.